# Alchemilla depexa
Alchemilla depexa é uma espécie de rosácea do gênero Alchemilla, pertencente à família Rosaceae.